# オリンピア・マンチーニ

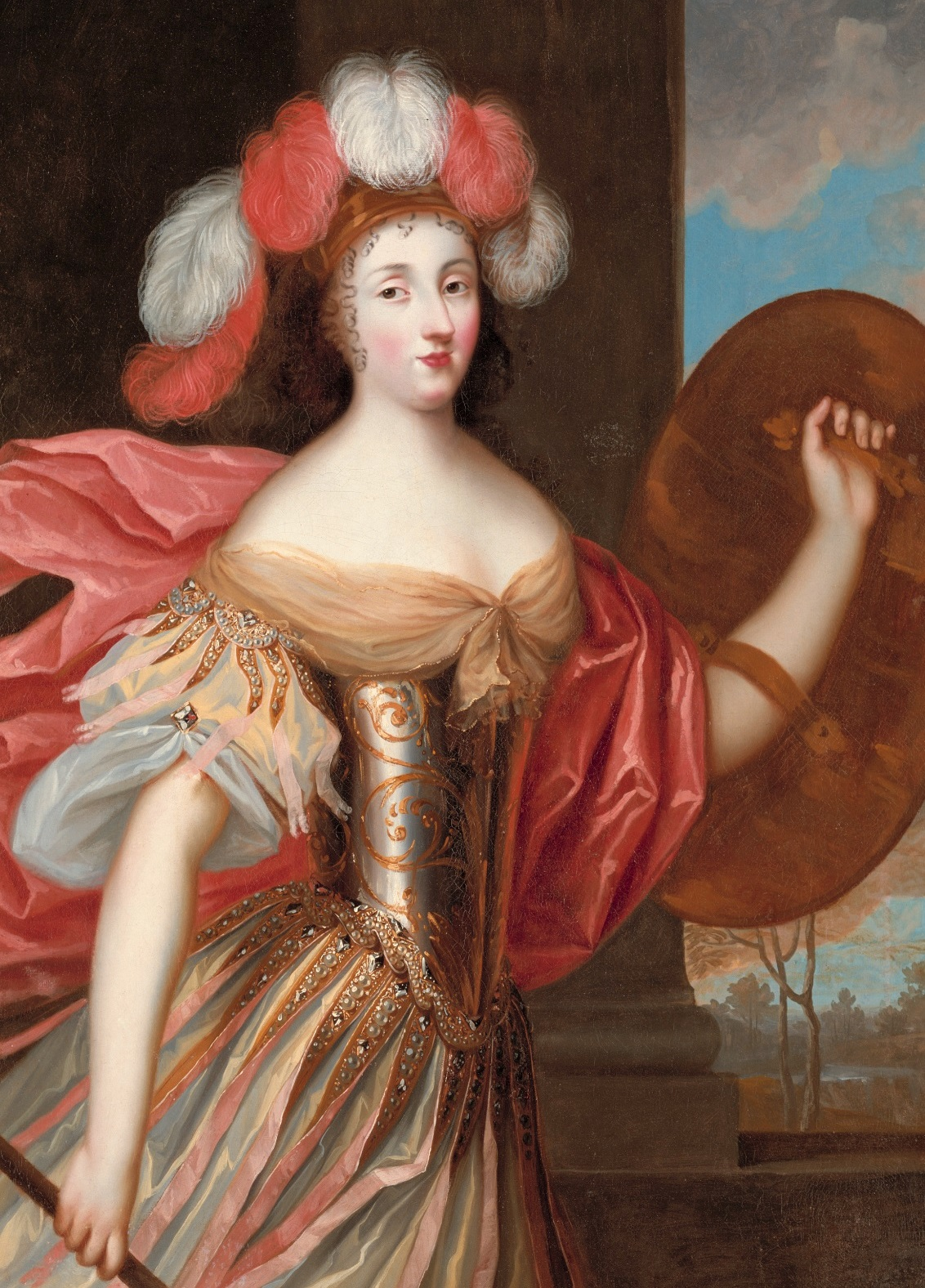
オリンピア・マンチーニ　1700年

オリンピア・マンチーニ（Olympia Mancini, 1638年 - 1708年10月9日）は、ソワソン伯ウジェーヌ・モーリス・ド・サヴォワの妻。フランス王ルイ14世の愛妾でもあった。フランス語名はオランプ（Olympe）。

## 生涯
ミケーレ・マンチーニ男爵と妻ジェローラマ・マザリーニの次女として、ローマで生まれた。1650年に父が亡くなると、母はフランスにいる兄ジュール・マザラン枢機卿を頼ってパリへ移り住んだ。娘達に玉の輿を望んだ母だったが、美しいマンチーニ姉妹（長女ラウラ、三女マリー、四女オルタンス、五女マリー・アンヌ）は、従姉妹にあたるマルティノッツィ姉妹と共に『マザリネット』（Mazarinettes）と呼ばれてもてはやされ、王侯貴族の関心を引いたのだった。彼女は王弟オルレアン公フィリップ1世の妻アンリエットと仲が良かった。
1657年2月、ソワソン伯ウジェーヌと結婚。8子を生むが、その幾人かはルイ14世との子ではないかと言われている。
- ルイ・トマ（1657年 - 1702年） - ソワソン伯
- フィリップ（1659年 - 1693年） - 僧
- ルイ・ジュール（1660年 - 1683年） - 軍人となり、対オスマン帝国戦で戦死
- エマニュエル・フィリベール（1662年 - 1676年） - ドルー伯
- ウジェーヌ（1663年 - 1736年） - オーストリアへ渡り軍人となった。オイゲン公として知られる。
- マリー・ジャンヌ（1665年 - 1736年）
- ルイーズ・フィリベール（1667年 - 1726年）
- フランソワーズ（1668年 - 1671年）

1679年、オリンピアはラ・ヴォワザンに依頼してルイーズ・ド・ラ・ヴァリエールを毒殺しようとしたと告発された。その後、夫やスペイン王妃マリー・ルイーズ・ドルレアンを毒殺したと疑われ、1680年1月23日に宮廷を去るよう命じられている。潔白を主張しながらブリュッセルへ移った。ブリュッセルでは音楽家のピエトロ・アントニオ・フィオッコとアンリ・デマレのパトロンになっている。後に姉妹マリーとオルタンスとスペイン・イングランドを旅行しているが、フランスに戻らぬまま1708年に死去した。